# 蔣介石政権
蔣介石政権（しょうかいせきせいけん、繁: 蔣中正政府）は、中華民国憲法制定後の1948年5月20日に初代総統に就任した蔣介石が率いた中華民国の政権。蔣介石は1975年4月5日に死去するまでの間、5期連続で総統に就任した。

## 概要
中華民国政府はもともと中国本土の南京に置かれていたが、第二次国共内戦で敗れたことにより、1949年に台湾の台北に移された。
1948年の総統選挙（国民大会による間接選挙）の結果、蔣介石が総統、李宗仁が副総統に選出された。蔣介石は国共内戦劣勢の責任を取って1949年に総統を辞任し、李宗仁が総統代理に就任した。同年11月に李宗仁が病気治療の名目でアメリカ合衆国に逃亡したのちは行政院長の閻錫山が職務を代行し、1950年3月に蔣介石が総統に復帰するまで続いた。1954年と1960年の選挙では陳誠、1966年と1972年の選挙では厳家淦が副総統に選出された。中華民国憲法では、総統の再選は1回までに限ると規定されているが、内戦の勃発を受けて憲法に追加された「動員戡乱時期臨時条款」によって再選回数の制限を定めた憲法の規定は凍結されていた。1975年4月5日、蔣介石は第5期の任期中に死去した。憲法に従って副総統の厳家淦が総統に就任し、残りの任期を引き継いだ。
蔣介石政権時代には、翁文灝内閣、孫科内閣、何応欽内閣、閻錫山内閣、第1次陳誠内閣、兪鴻鈞内閣、第2次陳誠内閣、厳家淦内閣、蔣経国内閣の合計9つの内閣が存在した。このうち、陳誠と厳家淦は行政院長と副総統を兼任していた。

## 副総統一覧
|    |      |        |               |               |            |  |  |
| 代 | 写真 | 氏名   | 在任期間      | 在任期間      | 所属政党   |  |  |
| 代 | 写真 | 氏名   | 就任日        | 退任日        | 所属政党   |  |  |
| 1  |      | 李宗仁 | 1948年5月20日 | 1954年3月10日 | 中国国民党 |  |  |
| 2  |      | 陳誠   | 1954年5月20日 | 1965年3月5日  | 中国国民党 |  |  |
| 3  |      | 厳家淦 | 1966年5月20日 | 1975年4月5日  | 中国国民党 |  |  |

## 行政院長一覧
|    |      |        |                |                |            |
| 代 | 写真 | 氏名   | 在任期間       | 在任期間       | 所属政党   |
| 代 | 写真 | 氏名   | 就任日         | 退任日         | 所属政党   |
| 1  |      | 翁文灝 | 1948年5月20日  | 1948年11月26日 | 中国国民党 |
| 2  |      | 孫科   | 1948年11月26日 | 1949年3月12日  | 中国国民党 |
| 3  |      | 何応欽 | 1949年3月12日  | 1949年6月13日  | 中国国民党 |
| 4  |      | 閻錫山 | 1949年6月13日  | 1950年3月10日  | 中国国民党 |
| 5  |      | 陳誠   | 1950年3月10日  | 1954年6月1日   | 中国国民党 |
| 6  |      | 兪鴻鈞 | 1954年6月1日   | 1958年7月15日  | 中国国民党 |
| 7  |      | 陳誠   | 1958年7月15日  | 1963年12月16日 | 中国国民党 |
| 8  |      | 厳家淦 | 1963年12月16日 | 1972年6月1日   | 中国国民党 |
| 9  |      | 蔣経国 | 1972年6月1日   | 1978年5月19日  | 中国国民党 |